# Beth Orton
 (décembre 2022).
Si vous disposez d'ouvrages ou d'articles de référence ou si vous connaissez des sites web de qualité traitant du thème abordé ici, merci de compléter l'article en donnant les références utiles à sa vérifiabilité et en les liant à la section « Notes et références ».
Pour les articles homonymes, voir Orton.
Elizabeth Caroline Orton, plus connue sous le nom de Beth Orton, est une auteure-compositrice-interprète britannique. Née le 14 décembre 1970, elle est connue pour sa musique « folktronica », mélange d'éléments de la folk et de l'electronica. Sa collaboration avec William Orbit et les Chemical Brothers lui permet de se faire connaître dès le milieu des années 1990, bien qu'elle ait déjà enregistré quelques morceaux auparavant. Son premier album solo SuperPinkyMandy sort en 1993 au Japon uniquement. Son deuxième album solo Trailer Park enthousiasme la critique à sa sortie en 1996. Mais c'est avec les albums Central Reservation (1999) et Daybreaker (classé dans le top 10 des charts anglais en 2001) que se développe son réseau de fans. L'album sorti en 2006 Comfort of Strangers marque un virage encore plus accentué vers la folk, Orton délaissant les sonorités électroniques des albums précédents. Ses chansons peuvent être entendues dans de nombreux films et shows TV américains, comme Felicity, How to Deal ou encore Vanilla Sky. Grâce à cela, la popularité que Beth Orton a acquise au Royaume-Uni au fil des ans commence à gagner les États-Unis.

## Avant la musique
Beth Orton naît en 1970 à East Dereham dans le comté de Norfolk en Angleterre. Elle grandit avec ses deux frères dans une ferme porcine à Norwich avant de déménager pour l'East London à l'âge de quatorze ans. Son père quitte sa mère, artiste et militante politique, alors que Beth a onze ans. Il décède peu après. À l'âge de dix-neuf ans, elle perd également sa mère, et part pour la Thaïlande. Elle y effectue un court séjour dans un monastère bouddhiste. Elle enchaîne par la suite les boulots, tels que serveuse chez Pizza Hut. Elle dirige pendant un temps sa propre entreprise de restauration. Intéressée avant tout par la comédie, elle s'inscrit à l'Anna Scher Theatre (en) et effectue même une tournée, Une saison en enfer, au sein d'une petite troupe dans tout le Royaume-Uni, en Russie et en Ukraine.

## Carrière

### Les débuts
Beth Orton rencontre William Orbit dans un club londonien alors qu'il lui demande une cigarette. Ils entament une relation peu après, mais il faut à William un certain temps avant d'inviter son amie à venir faire quelques enregistrements vocaux sur son projet Strange Cargo. Elle n'est pas censée chanter au début mais, après une soirée bien arrosée, elle décide de se mettre à la chanson elle aussi. De cette époque-là, le titre le plus connu est certainement Water From A Vine Leaf, coécrit par elle. C'est également à cette époque qu'Orbit et Orton reprennent Don't Wanna Know 'Bout Evil de John Martyn, la première chanson qu'ils enregistrent ensemble.

### SuperPinkyMandy
Peu de temps après cela, Orton et Orbit sortent un L.P. ensemble. Don't Wanna Know 'Bout Evil est le premier titre de cet album intitulé SuperPinkyMandy en l'honneur d'une poupée de chiffon qu'elle acheta à l'âge de six ans. L'album sort au Japon uniquement et en nombre très limité (entre 1 000 et 5 000 copies). De nombreuses chansons sont coécrites par Beth et d'autres sont par la suite réutilisées dans d'autres albums. C'est à cette époque qu'elle rencontre Ed et Tom des Chemical Brothers dans un pub et commence une série de collaborations avec eux avec, en tout premier lieu, une apparition sur le titre Alive Alone tiré de l'album Exist Planet Dust.

### Trailer Park
Son premier single solo, I Wish I Never Saw The Sunshine, reprise des Ronettes, est édité en très petit nombre au milieu de l'année 1996 et précède directement She Cries Your Name. C'est ensuite qu'arrive l'album qu'elle-même considère comme son tout premier opus, Trailer Park, en octobre 1996. Cet album, grâce auquel elle est nommée pour deux Brit Awards et gagne le Mercury Music Prize en 1997, est très bien reçu par la critique et relativement bien écoulé. En juin 1997, elle sort son premier hit single : une réédition de She Cries Your Name.

### Central Reservation
Elle fait une apparition cet été-là à la Lilith Fair et sort l'E.P. Best Bip, améliorant ainsi son record dans les charts en atteignant la place n°38 au Royaume-Uni. L'album Central Reservation, lui permet de poursuivre sa carrière avec succès. Malgré les sonorités électroniques, marque de fabrique d'Orton, un côté beaucoup plus acoustique se fait entendre dans cet album, les chansons abordant des sujets plus personnels, comme Pass In Time qui traite de la mort de sa mère. Cet album permet à Orton de gagner son second Mercury Music Prize et d'être nommée pour la récompense du meilleur artiste féminin de l'année 2000 aux Brit Awards.

### Daybreaker
En juillet 2002 sort l'album Daybreaker, suite de chansons electronica, pop et de ballades. Quelques artistes y font des apparitions, les Chemical Brothers, Emmylou Harris, Ryan Adams et Four Tet. Grand succès commercial (n°8 dans les charts britanniques), l'album est considéré par beaucoup comme son plus grand succès. Puis vient en 2003 un E.P., The Other Side Of Daybreaker, édité aux États-Unis uniquement, compilation de B-sides et de remixes de Daybreaker. En 2003 sort également un best of intitulé Pass In Time contenant, en outre de ses plus grands succès, quelques raretés.

### Comfort Of Strangers
Le quatrième album en studio, Comfort Of Strangers, sort en février 2006. La musique s'éloigne de l'electronica et se rapproche d'un folk alternatif plus traditionnel.

### Sugaring Season
Sugaring Season parait le 2 octobre 2012. Pendant les six années qui séparent Comfort of Strangers de Sugaring Season, Beth Orton a élevé sa fille Nancy, a suivi une thérapie, arrêté de fumer, s'est mariée à Sam Amidon, eu un deuxième enfant et a un temps envisagé d'arrêter sa carrière de chanteuse pour devenir romancière[réf. nécessaire].

## Carrière littéraire
Beth Orton est membre du jury du Prix international Booker 2025.

## Musique et télévision
En 2002, sa chanson Thinking About Tomorrow sera reprise dans Charmed lors de l'épisode 14 de la saison 5 intitulé Le marchand de sable.

## Discographie

### Albums studio
- 1993 - SuperPinkyMandy (Japon uniquement)
- 1996 - Trailer Park
- 1999 - Central Reservation
- 2002 - Daybreaker
- 2006 - Comfort of Strangers
- 2012 - Sugaring Season
- 2016 - Kidsticks
- 2022 - Weather Alive

### Compilations
- 2003 - Pass in Time: The Definitive Collection (Inclus un titre inédit "The Same Day")
- 2003 - The Other Side of Daybreak (album 10 titres essentiellement composé de remixes)

## Filmographie
- Southlander
- Leonard Cohen: I'm Your Man
- Charmed - Sand Francisco Dreamin' (05x14)